# アルファロメオ・182
アルファロメオ・182 (Alfa Romeo 182) は、アルファロメオが開発したフォーミュラ1カー。1982年シーズンに投入された。メインスポンサーであるマールボロカラーで参戦した。ドライバーはブルーノ・ジャコメリとアンドレア・デ・チェザリス。

## 概要

### 1982年シーズン
1982年ブラジルグランプリでデビューし、第3戦のロングビーチではアンドレア・デ・チェザリスが平均時速141.331 km/h (87.819 mph)でポールポジションを獲得した。ベストリザルトはモナコでデ・チェザリスが獲得した3位であった。アルファロメオは1982年シーズン異なる3種のマシンを使用した：179D（2エントリー）、182（28エントリー）、182B（2エントリー）：全てのマシンがアルファロメオ製3リットルV12エンジンを搭載した。そのエンジンは540馬力/12,000rpmを発揮した。
182Bはゾルダーで行われた1982年ベルギーグランプリで初めてテストされた。車体は12センチメートル (4.7 in)狭くなり、新型排気管とサイドスカートが装着された。
イタリアグランプリではV8ターボエンジンを搭載した182Tがデ・チェザリスによってテストされた。この車両はレースでは使用されなかった。182Tは182Dから改造された。182Tは翌シーズン183Tに改造された。

## F1における全成績
(key) （太字はポールポジション）
| 年     | チーム                            | エンジン                | タイヤ | No. | ドライバー     | 1   | 2   | 3   | 4   | 5   | 6   | 7   | 8   | 9   | 10  | 11  | 12  | 13  | 14  | 15  | 16  | ポイント | 順位 |
| ------ | --------------------------------- | ----------------------- | ------ | --- | -------------- | --- | --- | --- | --- | --- | --- | --- | --- | --- | --- | --- | --- | --- | --- | --- | --- | -------- | ---- |
| 1982年 | マールボロ チーム・アルファロメオ | アルファロメオ 1260 V12 | M      |     |                | RSA | BRA | USW | SMR | BEL | MON | DET | CAN | NED | GBR | FRA | GER | AUT | SUI | ITA | CPL | 7        | 10位 |
| 1982年 | マールボロ チーム・アルファロメオ | アルファロメオ 1260 V12 | M      | 22  | デ・チェザリス |     | Ret | Ret | Ret | Ret | 3   | Ret | 6   | Ret | Ret | Ret | Ret | Ret | 10  | 10  | 9   | 7        | 10位 |
| 1982年 | マールボロ チーム・アルファロメオ | アルファロメオ 1260 V12 | M      | 23  | ジャコメリ     |     | Ret | Ret | Ret | Ret | Ret | Ret | Ret | 11  | 7   | 9   | 5   | Ret | 12  | Ret | 10  | 7        | 10位 |

## 参照
1. ↑  “Alfa Romeo 182 @ StatsF1”.   Statsf1.com. 2012年2月20日閲覧。
2. 1 2  “Alfa Romeo”. gaffersports.com. 2007年12月28日時点のオリジナルよりアーカイブ。2008年1月9日閲覧。
3. ↑  “Toyota Grand Prix of Long Beach - 1982”. f1db.com. 2007年4月26日閲覧。
4. ↑  “1982: Gilles Villeneuve is killed”. autosport-atlas.com. 2008年1月9日閲覧。
5. ↑  “Alfa Romeo 182”. gpracing.net192.com via web.archive.org. 2008年1月25日時点のオリジナルよりアーカイブ。2007年4月26日閲覧。
6. ↑  “Grand Prix cars that never raced”. forix.com. 2009年4月24日閲覧。